# А вот и Лола
«А вот и Лола» (англ. And Then Came Lola) — американская романтическая комедия 2009 года режиссёров Эллен Сидлер и Мэган Силер. В сюжете фильма использован сценарный ход фильма «Беги, Лола, беги», где героине даётся несколько жизней (попыток).

## Сюжет
Талантливая, но взбалмошная фотограф Лола на пути к успеху в любви и работе. Но она может потерять и то и другое, если не успеет на ответственную встречу. Но, как обычно, Лола опаздывает. У неё есть три попытки прибыть вовремя. В безумной гонке по улицам Сан-Франциско она стремится успеть.

## Актёрский состав
| Актёр           | Роль    |
| --------------- | ------- |
| Эшли Саммер     | Лола    |
| Джил Беннет     | Кейси   |
| Кэти ДеБуоно    | Дэниель |
| Джессика Грэхем | Джен    |